# アグネス・フォン・エスターライヒ (1206-1226)
アグネス・フォン・エスターライヒ（ドイツ語：Agnes von Österreich, 1206年2月19日 - 1226年8月29日）は、ザクセン公アルブレヒト1世の妃。

## 生涯
アグネスはオーストリア公レオポルト6世とテオドラ・アンゲリナの娘である。
1222年にアスカニア家のザクセン公アルブレヒト1世と結婚した。1228/9年に夫アルブレヒト1世は神聖ローマ皇帝フリードリヒ2世とともに第6回十字軍に参加した。
1226年にアグネスは死去し、アルブレヒト1世は1238年にテューリンゲン方伯ヘルマン1世の娘アグネスと結婚した。

## 子女
- ベルンハルト（1238年以降没）
- ユッタ（ユーディト）（1223年 - 1250年） - 1239年にデンマーク王エーリク4世と結婚。クヴェーアフルト＝ローゼンブルク伯ブルヒャルト7世と結婚。
- ブリギッテ（ユッタ）（? - 1266年） - 1255年にブランデンブルク辺境伯ヨハン1世と結婚。